# Celita
Alfonso Cela Vieito, plus connu sous l'apodo « Celita », né le  11 juillet 1886 à San Vicente de Carracedo, (Espagne, Galice province de Lugo) est un matador espagnol.

## Présentation et carrière
Il commence son apprentissage en participant dès 1903 à des capeas de village jusqu'à sa première corrida qui a lieu à Monteagudo de las Vicarías (Castille-et-León, province de Soria) en 1906. L'année suivante il participe à une corrida concours à Saragosse où il porte pour la première fois son habit de lumières.
Il fait sa présentation à Madrid  le 2 octobre 1910  en compagnie de « Dominguín »  et de Pacomio  Peribáñez.  face à des taureaux d'Eduardo Olea. Sa prestation lui vaut un triomphe.
Deux ans plus tard, il prend son alternative à La Corogne des mains de « Malla » face à des taureau de Samuel Flores. Ses deux estocades rapides et bien placée lui apportent une certaine notoriété qui se confirmera à Madrid lors de la confirmation de son alternative  le 22 septembre suivant.
Il connaît le succès et l'estime du mundillo, jusqu'à sa despedida qu'il fait à Madrid le 25 juin 1922 en compagnie de « Valencia II » et de « Nacional ».
Après cela, il se retire définitivement jusqu'à sa mort le 26 février 1932.